# Central Park (Alberta)
Pour les articles homonymes, voir Central Park (homonymie).
Central Park est un hameau situé dans la province d'Alberta, dans le comté de Red Deer.

## Démographie
En 2016, sa population était de 80 habitants.